# Zabrops janiceae
Zabrops janiceae är en tvåvingeart som beskrevs av Fisher 1977. Zabrops janiceae ingår i släktet Zabrops och familjen rovflugor. Inga underarter finns listade i Catalogue of Life.